# Lavallière

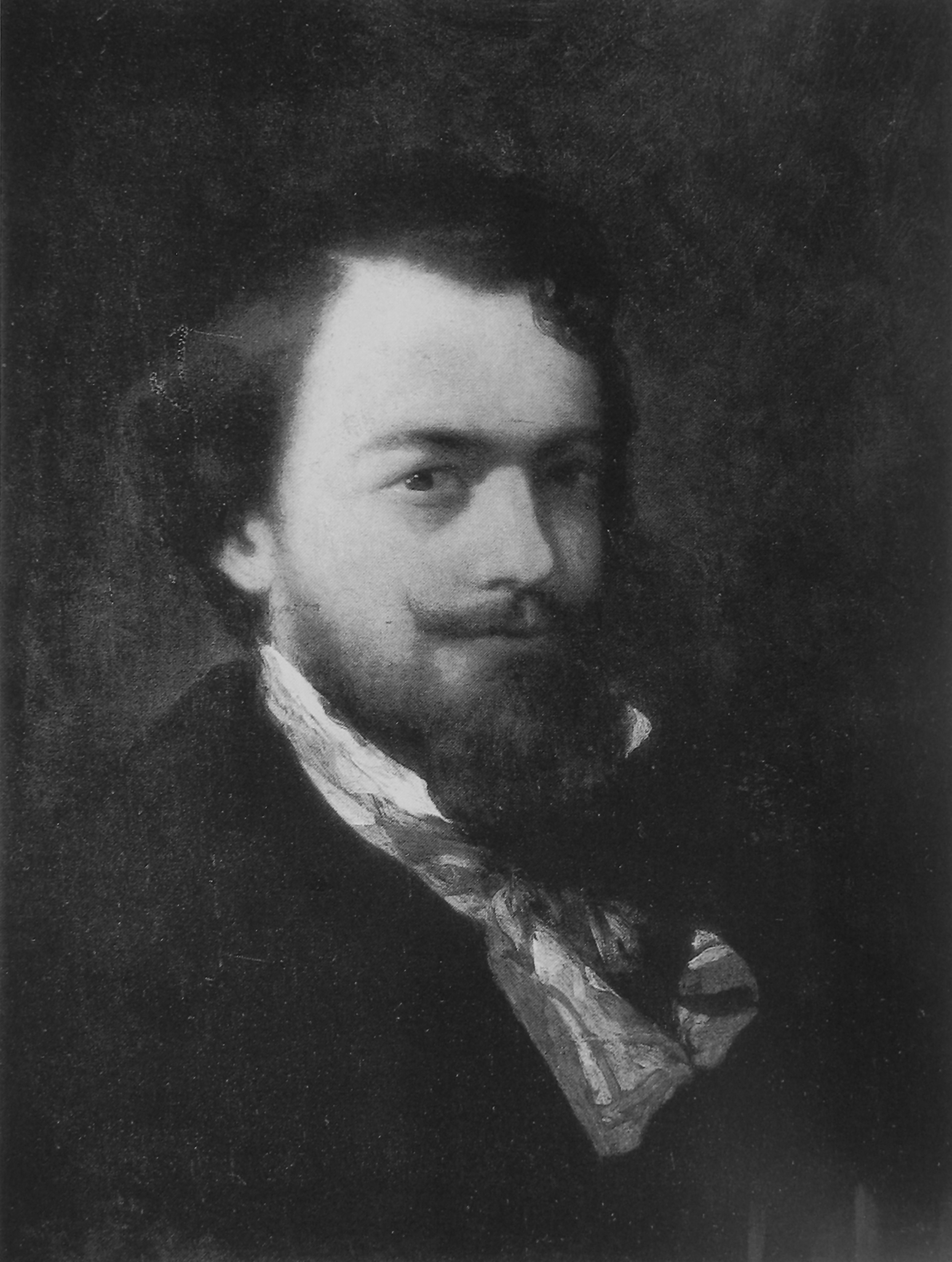
Der Maler Charles Hoguet mit gemustertem Seidenschal; Selbstbildnis, vor 1870

Lavallière wurde die in der 2. Hälfte des 19. Jahrhunderts sehr beliebte weiche, breite Schleifenkrawatte genannt. Namensgeberin für das auch als Bohèmeschleife oder Künstlertuch bezeichnete Accessoire war die Mätresse Ludwigs XIV., die Herzogin Louise de La Vallière (1644–1710).
Ab der Mitte des 17. Jahrhunderts wurden am französischen Hof sogenannte cravates getragen. Das waren kostbare Halstücher aus venezianischer oder flandrischer Spitze, die ein Vermögen kosten konnten – Vorläufer der heutigen Krawatten. Ludwig XIV. beschäftigte deshalb einen nur mit der Pflege seines Halsschmucks beauftragten Cravatier. Herzogin Louise de La Valliere fand Gefallen an dieser Herrenmode und band das Tuch gerne zu einer Schmetterlingsschleife.

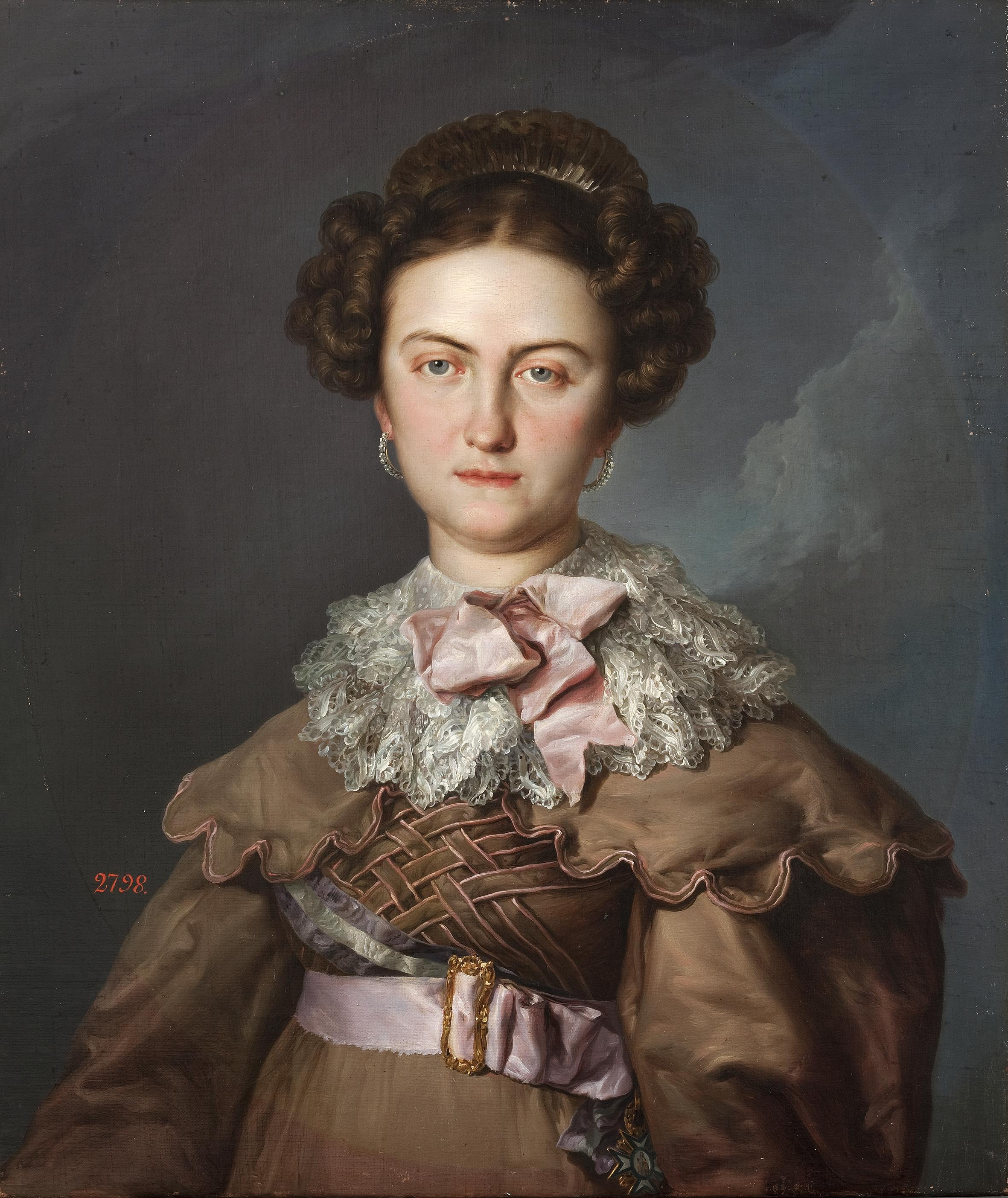
Maria Josepha von Sachsen, um 1823
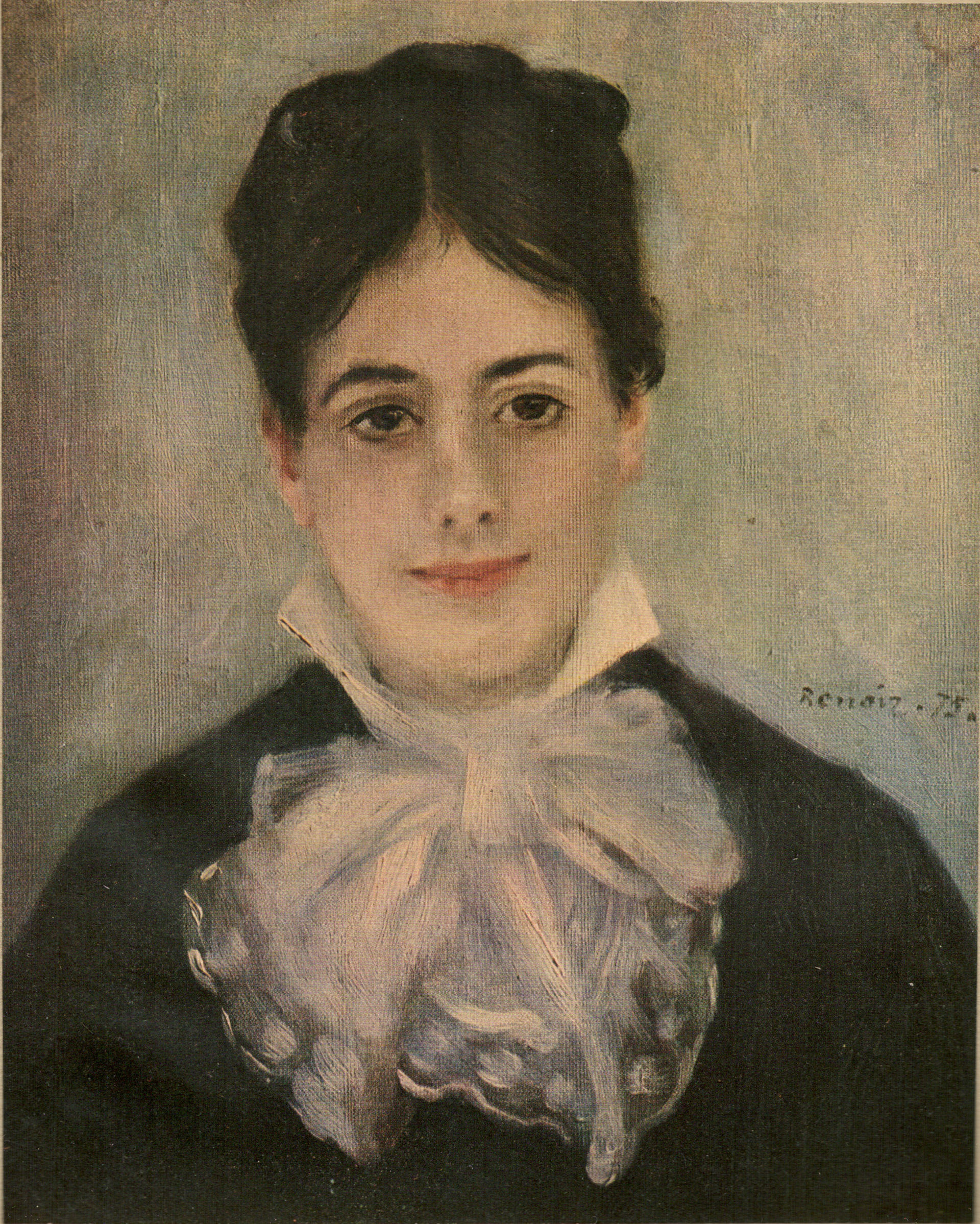
Madame Fournaise, 1875
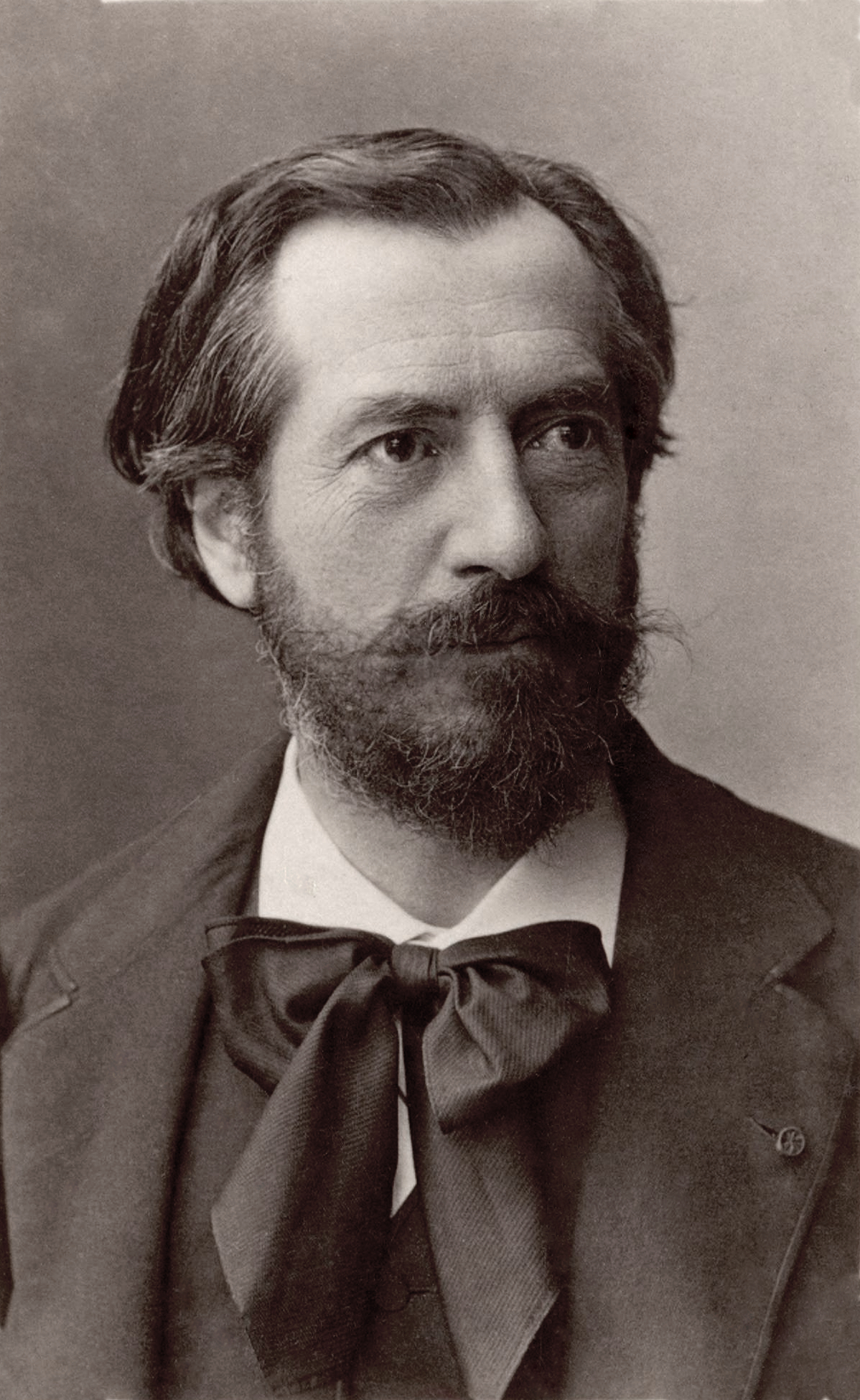
Auguste Bartholdi, um 1875